# غردنغة سر طاوة (بهمئي غرمسيري الشمالي)
غردنغة سر طاوة (بالفارسية: گردنگه سرطاوه) هي قرية تقع في إيران في قسم بهمئي غرمسیري الشمالي الريفي. يقدر عدد سكانها بـ 34 نسمة بحسب إحصاء 2016.